# Surniculus
Surniculus es un género de aves cuculiformes de la familia Cuculidae propias de la región indomalaya y la Wallacea.

## Especies
Se reconocen las siguientes especies:
- Surniculus velutinus – Cuclillo-drongo filipino
- Surniculus lugubris – Cuclillo-drongo asiático
- Surniculus dicruroides – Cuclillo-drongo coliahorquillado
- Surniculus musschenbroeki – Cuclillo-drongo moluqueño